# Notoxus murinipennis
Notoxus murinipennis är en skalbaggsart som först beskrevs av J. E. Leconte 1824.  Notoxus murinipennis ingår i släktet Notoxus och familjen kvickbaggar. Inga underarter finns listade i Catalogue of Life.